# Balbronn
Balbronn (en alsacià Bàlwere) és un municipi francès, situat a la regió del Gran Est, al departament del Baix Rin. L'any 1999 tenia 602 habitants.
Forma part del cantó de Saverne, del districte de Molsheim i de la Comunitat de comunes de la Mossig i del Vignoble.

## Demografia
| 1962 | 1968 | 1975 | 1982 | 1990 | 1999 |
| ---- | ---- | ---- | ---- | ---- | ---- |
| 594  | 600  | 597  | 563  | 581  | 602  |

## Administració
| Període | Identitat         | Partit |
| ------- | ----------------- | ------ |
| 2001-   | Daniel Reutenauer |        |